# Johann Wilhelm Löbell

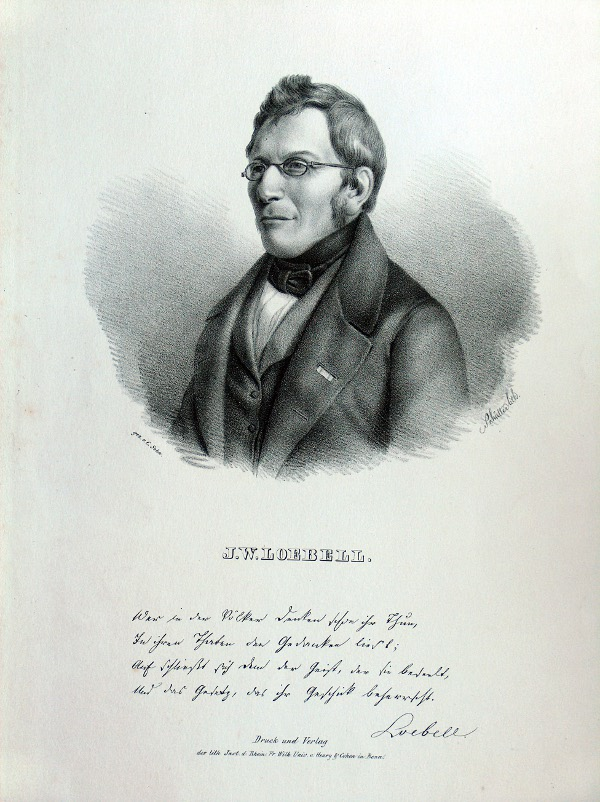
Johann Wilhelm Löbell um 1845

Johann Wilhelm Löbell (auch Loebell; * 15. September 1786 in Berlin; † 12. Juli 1863 in Bonn) war ein deutscher Historiker.

## Leben
Er stammte aus einer ehemals jüdischen Familie, besuchte das Gymnasium Zum Grauen Kloster in Berlin und begann zunächst eine Ausbildung zum Kaufmann an einer Berliner Bank. Auf den Universitäten Heidelberg und Berlin studierte er anschließend Klassisches Altertum, Literatur und Geschichte. Während der Freiheitskriege arbeitete er als Freiwilliger in einem Büro der Landwehr. 1818 zog Löbell als Privatgelehrter nach Breslau und unterrichtete an der dortigen Kriegsschule das Fach Geschichte. In dieser Zeit befreundete er sich mit Henrich Steffens und Friedrich von Raumer. 1823 wurde er auf Vermittlung des Kadettenkommandanten von Brause Lehrer am Berliner  Kadettenhaus und gab die Becker'sche Weltgeschichte als Neubearbeitung in 3. Auflage heraus. 1829 erhielt er eine außerordentliche Professur für Geschichte an der Universität Bonn. 1831 wurde er dort ordentlicher Professor. 1848/49 amtierte er als Rektor der Universität. 1846 wurde er als korrespondierendes Mitglied in die Preußische Akademie der Wissenschaften aufgenommen.
Der Nachlass seiner Gelehrtenbibliothek von ca. 7000 Bänden befindet sich in der historischen Bibliothek des Ratsgymnasiums in Bielefeld.

## Schriften
- Zur Beurtheilung des C. Sallustius Crispus. Holaeufer, Breslau 1818. (Digitalisat)
- Die Gymnasialbildung in ihrem Verhältnisse zur gegenwärtigen Zeit. Graß & Barth, Breslau/Leipzig 1821. (Digitalisat)
- De Philippi Cominaei fide historica. Georgi, Bonn 1832. (Digitalisat)
- Gregor von Tours und seine Zeit. Brockhaus, Leipzig 1839. (Digitalisat)
- Grundzüge einer Methodik des geschichtlichen Unterrichts auf Gymnasien. Brockhaus, Leipzig 1847. (Digitalisat)
- Das preußische Königthum der Revolution gegenüber. Marcus, Bonn 1849. (Digitalisat)
- Die Entwickelung der deutschen Poesie von Klopstock's erstem Auftreten bsi zu Goethe's Tode. Schwetschke, Braunschweig 1856. (Digitalisat Band 1)
- Historische Briefe über die seit dem Ende des sechzehnten Jahrhunderts fortgehenden Verluste und Gefahren des Protestantismus. Heyder & Zimmer, Frankfurt a. M./Erlangen 1861. (Digitalisat)
- Die Entwickelung der deutschen Poesie von Klopstock's erstem Auftreten bis zu Goethe's Tode. Vorlesungen, gehalten zu Bonn im Winter 1854. 3 Bände, Braunschweig 1858–1865.